# Anna Edman
Anna Karolina Edman, född 16 maj 1871 i Nykil, död 19 mars 1944 i Norrköping, var major i Frälsningsarmén och sångförfattare.

## Psalmer
- Låt din Gud bestämma vägen diktad 1904 till musik från 1868 komponerad av Charles Crozat Converse och är samma som till Vilken vän vi har i Jesus.

### Publicerad i
- Svensk söndagsskolsångbok 1929 som nr 224 under rubriken "Barndoms- och ungdomstiden".
- Frälsningsarméns sångbok 1968 som nr 688 under rubriken "Barn Och Ungdom".
- Frälsningsarméns sångbok 1990 nr 627 under rubriken "Strid och kallelse till tjänst"..